# Brown Brothers Harriman
Brown Brothers Harriman & Co. (BBH) ist eine Privatbank mit Sitz in New York City. Als eine der ältesten und größten Privatbanken der Vereinigten Staaten ist sie seit ihrer Gründung im Jahr 1818 in der traditionellen Rechtsform einer privaten Personengesellschaft (Partnership) organisiert und wird aktuell von 32 persönlich haftenden Partnern geleitet.
Im Jahr 1818 als Brown Brothers & Co. gegründet, entwickelte sich BBH von einem Handelsunternehmen zu einem global agierenden Finanzdienstleister. Eine Reihe prominenter amerikanischer Persönlichkeiten waren der Bank im Laufe ihrer Geschichte verbunden, darunter W. Averell Harriman, Prescott Bush, Robert A. Lovett, Richard W. Fisher und Robert Roosa.
Die heutige Bank betreut Geschäftskunden sowie vermögende Privatkunden in den drei Kerngeschäftsfeldern Investor Services, Private Banking und Investment Management und ist mit insgesamt 17 Niederlassungen weltweit vertreten.